# Bernd Rupp
Bernd Rupp (Burgsolms, 1942. február 24. –) nyugatnémet válogatott német labdarúgó, csatár.

## Pályafutása

### Klubcsapatban
1964 és 1967 között a Borussia Mönchengladbach, 1967 és 1969 között a Werder Bremen, 1969 és 1972 között az 1. FC Köln, 1972 és 1974 között ismét a Borussia Mönchengladbach labdarúgója volt. A Borussia együttesével egy nyugatnémetkupa-győzelmet ért el. Tagja volt az 1972–73-as idényben UEFA-kupadöntős csapatnak.

### A válogatottban
1966-ban egy alkalommal szerepelt a nyugatnémet válogatottban és egy gólt szerzett.

## Sikerei, díjai
Borussia Mönchengladbach
- Nyugatnémet bajnokság (Bundesliga)
  - 2.: 1973–74
- Nyugatnémet kupa (DFP-Pokal)
  - győztes: 1973
- UEFA-kupa
  - döntős: 1972–73

## Statisztika

### Mérkőzése a nyugatnémet válogatottban
| NSZK | NSZK              | NSZK                     | NSZK        | NSZK     | NSZK     | NSZK       | NSZK  | NSZK    |
| #    | Dátum             | Helyszín                 | Hazai       | Eredmény | Vendég   | Kiírás     | Gólok | Esemény |
| ---- | ----------------- | ------------------------ | ----------- | -------- | -------- | ---------- | ----- | ------- |
| 1.   | 1966. október 12. | Ankara, 19 Mayıs Stadion | Törökország | 0 – 2    | NSZK     | barátságos | -     | 78'     |
|      | Összesen          |                          |             | 1        | mérkőzés |            | 1     | gól     |